# Timagorasz (filozófus)
Timagorasz (Kr. e. 4. század - Kr. e. 3. század) filozófus.

## Élete
Gelából származott, előbb Theophrasztosz tanítványa volt, majd Sztilpónhoz csatlakozott. Diogenész Laertiosz tesz említést róla.